# FC東京バレーボールチーム
FC東京バレーボールチーム（エフシーとうきょうバレーボールチーム）は、東京都を本拠地としていた男子バレーボールチーム。2003年に東京ガスから移行した。JリーグのFC東京と連携していた。最終シーズンとなる2021-22シーズンはV.LEAGUE DIVISION1(V1)に所属。2022年6月ネイチャーラボにチーム譲渡となり、チームは「東京グレートベアーズ」として引き続きV1所属となった。

## 概要
運営はJリーグのFC東京を運営している東京フットボールクラブ株式会社であった。2022年6月、ネイチャーラボにチーム譲渡した（チーム名は「東京グレートベアーズ」となった。）。
母体もJリーグチームと同様、東京ガスのバレーボール部である。1948年に社内レクリエーションとして9人制バレーボール部として創部したのが始まりであり、1985年に6人制バレーボール部に変更し、2003年に『FC東京バレーボールチーム』に移行した。ただし、プロ化しているJリーグチームとは違い、選手・スタッフは大半が東京ガスのグループ会社で働きながら活動していた。
Jリーグチームとの共通ネームであり、都民のためのクラブを目指す観点から来ている。チームマスコットも東京ドロンパで共通であり、ホームゲームに出没することがある。
練習場は、東京ガス深川グランド内にあるTG深川体育館であり、練習見学の可能な日も設定されている。バレーボール教室を2002年より開催している。
V・チャレンジリーグ在籍時には、東京ヴェルディとの試合でサッカーと同様に「東京ダービー」として盛り上がりをみせていた。

## 歴史
1948年、東京ガスの社内レクリエーションとして9人制バレーボール部として創部。1985年に6人制バレーボール部に変更。
1986年より地域リーグに参加。1997年に東部地域リーグ（Vリーグの3部組織）に加入。1998年に地域リーグプレーオフを制しV1リーグ（現・Vチャレンジリーグ）昇格を果たす。
第4回V1リーグ（2001/02シーズン）では3位ながらもV・プレミアリーグに休部チームが出た影響で入れ替え戦に出場。しかし、入れ替え戦で日立国分トルメンタに敗れプレミアリーグ昇格はならなかった。
2002年よりFC東京バレーボール教室を開始し、同チームから選手がコーチングに派遣されるようになる。
第5回V1リーグ（2002/03シーズン）で初優勝を果たす。しかし、入替戦では旭化成スパーキッズに敗れまたしても昇格はならなかった。
入れ替え戦の直後の2003年4月、地域に密着するチームになることを目指して東京ガスバレーボール部からFC東京バレーボールチームへと移行し、普及活動を東京都内で本格的にスタートさせた。
第6回V1リーグ（2003/04シーズン）で連覇を果たし、第7回で3連覇を果たすが、入替戦ではことごとく旭化成に敗れ、昇格を果たせなかった。
2006/07V・チャレンジリーグ（V1リーグから名称変更）優勝し、2007/08V・チャレンジリーグでも優勝。しかし、入替戦では2回とも大分三好ヴァイセアドラーに敗北を喫し、チャレンジリーグ残留となる。
2008/09シーズンでV・チャレンジリーグ3連覇。そして、V・チャレンジマッチ（入替戦）で大分三好と対戦。第1戦をストレート勝ちし、第2戦で1セット先取。その時点でセット率によって初のV・プレミアリーグ昇格が決まった（第2戦は1-3で敗戦）。7回目の入替戦でようやくV・プレミアリーグ昇格を勝ち取った。
2009年、チームOBでV・プレミアリーグ女子のJTマーヴェラスでコーチを務めた坂本将康が監督に就任した。
初参加となった2009/10V・プレミアリーグでは、なかなか思うように勝ち星を重ねられず、4勝24敗の最下位で終わりV・チャレンジマッチに参加することとなる。しかし、V・チャレンジマッチでは、V・チャレンジリーグを15戦全勝で勝ち上がったジェイテクトSTINGSに2試合連続のストレート勝ちでV・プレミアリーグ残留を果たす。2010年、ゆめ半島千葉国体に東京都代表として参加。成年男子6人制の部で準優勝を果たした。2010/11V・プレミアリーグでは最下位は逃れたものの7位で終わり、本来ならV・チャレンジマッチに出場する成績だが、東日本大震災の影響で中止となり、そのまま残留となる。
2011年、所属選手の不祥事により、Vリーグ機構より制裁が下された。
同年、おいでませ!山口国体で優勝。年末の天皇杯・皇后杯全日本バレーボール選手権大会では準優勝を果たし、チームの躍進ぶりを印象づけた。2011/12V・プレミアリーグでは8勝13敗でチーム最高の5位に入り、V・チャレンジマッチ出場も回避した。黒鷲旗でも準優勝を果たした。
しかし、2012/13V・プレミアリーグでは7位に低迷し、3年ぶりのV・チャレンジマッチ出場となった。V・チャレンジマッチでは、つくばユナイテッドSun GAIAに第1戦はフルセットに持ち込まれるものの辛勝。第2戦は3-1で勝利し、何とかV・プレミアリーグ残留を決めた。2013/14シーズンも7位となり、2014/15シーズンからは4シーズン連続で最下位となった。2012/13シーズンから5シーズン連続でV・チャレンジマッチ出場となっていたが、そちらでは1敗もせず残留し続けた。
2017-18シーズン終了をもって9シーズン監督を務めた坂本将康が監督を退任（その後ゼネラルマネージャーを1シーズン務めてからV1女子のPFUブルーキャッツ監督に就任）。前年度よりコーチとして入団したアレッサンドロ・ロディが監督に昇格した。
2018-19シーズン、V・プレミアリーグに替わり新生V.LEAGUEが誕生し、1部であるDIVISION1(V1)に編入。チーム数が増加し新たに入った2チームには上回るもの順位を上げれず8位で終える。
ロディは監督1シーズンで退団。2019-20シーズンより堺ブレイザーズで監督を務めていたばかりの真保綱一郎が監督に就任した。
2021年12月8日、2022年5月末をもって活動休止すると発表した。ミクシィが東京ガスに替わって東京フットボールクラブの筆頭株主になり経営権取得した後のことであった。事業環境の変化、中長期的な事業成長や将来のVリーグ参加へ向けた事業化・高度化計画への対応を総合的に判断・検討した結果、休部に至ったもので、今後はFC東京の主軸であるサッカーに重きを置いて活動する方針であることから、バレーボール教室などといった普及活動も休止する方針。
最終シーズンとなった2021-22シーズン、V1は9勝25敗の8位となり、V1残留の成績を残して最後のVリーグを戦い終えた。V.LEAGUE DIVISION1は、4シーズン戦い4シーズンとも8位の成績だった。
2022年4月26日、Vリーグ機構とFC東京は、美容健康雑貨を手掛けるネイチャーラボへのチーム譲渡が決定したと発表した。新チームは2022-23シーズンも引き続きV1所属となった。
2022年4月29日から始まった第70回黒鷲旗全日本男女選抜バレーボール大会では、グループ戦を2勝1敗としA組2位で準々決勝に進出。そして、2022年5月3日、黒鷲旗の準々決勝でV1王者のサントリーサンバーズにセットカウント1-3で敗れ、FC東京としての公式戦が全て終了となった。試合終了後、「東京ブギウギ」に合わせて踊る恒例のパフォーマンスを披露し、ファンや他チームの選手、大会関係者から拍手が送られた。
2022年5月31日、FC東京としての19シーズンの活動が終了となった。6月よりネイチャーラボに引き継がれた新チームとして活動する。6月1日、新チームのTwitter公式アカウントを発表した。6月13日に新チームのチーム名が発表され、「東京グレートベアーズ」として再出発することとなった。

## 成績

### 主な成績
プレミアリーグ、V.LEAGUE DIVISION1
- 優勝 なし

V1リーグ / チャレンジリーグ
- 優勝6回（2003年、2004年、2005年、2007年、2008年、2009年）
- 準優勝 なし

黒鷲旗全日本選手権
- 優勝 なし
- 準優勝 1回（2012年）

天皇杯・皇后杯全日本バレーボール選手権大会
- 準優勝 1回（2011年度）

国民体育大会
- 優勝 2回（2011年、2017年）
- 準優勝 1回（2015年）

### 年度別成績

#### Vリーグ / 実業団リーグ・V1リーグ
| 所属     | 年度            | 最終 順位 | 参加 チーム数 | 試合 | 勝 | 敗 | 勝率  |
| -------- | --------------- | --------- | ------------- | ---- | -- | -- | ----- |
| V1リーグ | 第1回 (1998/99) | 6位       | 8チーム       | 14   | 6  | 8  | 0.429 |
| V1リーグ | 第2回 (1999/00) | 4位       | 8チーム       | 14   | 8  | 6  | 0.571 |
| V1リーグ | 第3回 (2000/01) | 3位       | 8チーム       | 14   | 9  | 5  | 0.642 |
| V1リーグ | 第4回 (2001/02) | 3位       | 8チーム       | 14   | 9  | 5  | 0.642 |
| V1リーグ | 第5回 (2002/03) | 優勝      | 8チーム       | 14   | 13 | 1  | 0.929 |
| V1リーグ | 第6回 (2003/04) | 優勝      | 7チーム       | 12   | 12 | 0  | 1.000 |
| V1リーグ | 第7回 (2004/05) | 優勝      | 8チーム       | 14   | 11 | 3  | 0.786 |
| V1リーグ | 第8回 (2005/06) | 3位       | 8チーム       | 14   | 10 | 4  | 0.714 |

#### V・プレミアリーグ / V・チャレンジリーグ
| 所属       | 年度    | 最終 順位 | 参加 チーム数 | レギュラーラウンド | レギュラーラウンド | レギュラーラウンド | レギュラーラウンド | ポストシーズン | ポストシーズン | ポストシーズン |
| 所属       | 年度    | 最終 順位 | 参加 チーム数 | 順位               | 試合               | 勝                 | 敗                 | 試合           | 勝             | 敗             |
| ---------- | ------- | --------- | ------------- | ------------------ | ------------------ | ------------------ | ------------------ | -------------- | -------------- | -------------- |
| チャレンジ | 2006/07 | 優勝      | 9チーム       | 1位                | 16                 | 15                 | 1                  | -              | -              | -              |
| チャレンジ | 2007/08 | 優勝      | 10チーム      | 1位                | 18                 | 18                 | 0                  | -              | -              | -              |
| チャレンジ | 2008/09 | 優勝      | 12チーム      | 1位                | 11                 | 10                 | 1                  | 7              | 6              | 1              |
| プレミア   | 2009/10 | 8位       | 8チーム       | 8位                | 28                 | 4                  | 24                 | -              | -              | -              |
| プレミア   | 2010/11 | 7位       | 8チーム       | 7位                | 24                 | 6                  | 18                 | 中止           | 中止           | 中止           |
| プレミア   | 2011/12 | 5位       | 8チーム       | 5位                | 21                 | 8                  | 13                 | -              | -              | -              |
| プレミア   | 2012/13 | 7位       | 8チーム       | 7位                | 28                 | 8                  | 20                 | -              | -              | -              |
| プレミア   | 2013/14 | 7位       | 8チーム       | 7位                | 28                 | 7                  | 21                 | -              | -              | -              |
| プレミア   | 2014/15 | 8位       | 8チーム       | 8位                | 21                 | 2                  | 19                 | -              | -              | -              |
| プレミア   | 2015/16 | 8位       | 8チーム       | 8位                | 21                 | 4                  | 17                 | -              | -              | -              |
| プレミア   | 2016/17 | 8位       | 8チーム       | 8位                | 21                 | 3                  | 18                 | -              | -              | -              |
| プレミア   | 2017/18 | 8位       | 8チーム       | 8位                | 21                 | 2                  | 19                 | -              | -              | -              |

#### V.LEAGUE
| 所属      | 年度    | 最終 順位 | 参加 チーム数 | レギュラーラウンド | レギュラーラウンド | レギュラーラウンド | レギュラーラウンド | ポストシーズン | ポストシーズン | ポストシーズン | 備考 |
| 所属      | 年度    | 最終 順位 | 参加 チーム数 | 順位               | 試合               | 勝                 | 敗                 | 試合           | 勝             | 敗             | 備考 |
| --------- | ------- | --------- | ------------- | ------------------ | ------------------ | ------------------ | ------------------ | -------------- | -------------- | -------------- | ---- |
| DIVISION1 | 2018-19 | 8位       | 10チーム      | 8位                | 27                 | 8                  | 19                 | -              | -              | -              |      |
| DIVISION1 | 2019-20 | 8位       | 10チーム      | 8位                | 27                 | 6                  | 21                 | -              | -              | -              |      |
| DIVISION1 | 2020-21 | 8位       | 10チーム      | 8位                | 35                 | 8                  | 27                 | -              | -              | -              |      |
| DIVISION1 | 2021-22 | 8位       | 10チーム      | 8位                | 34                 | 9                  | 25                 | -              | -              | -              |      |

## 活動終了時の選手・スタッフ

### 選手
| 背番号                                                                            | 名前                      | シャツネーム | 生年月日（年齢）       | 身長 | 国籍       | Pos | 在籍年              | 前所属                      | 備考       |
| --------------------------------------------------------------------------------- | ------------------------- | ------------ | ---------------------- | ---- | ---------- | --- | ------------------- | --------------------------- | ---------- |
| 1                                                                                 | ヨナス・クヴァーレン (no) | KVALEN       | 1992年6月6日（33歳）   | 196  | ノルウェー | OH  | 2021年-             | Tokat Belediye Plevnespor   | 移籍加入   |
| 2                                                                                 | 玉宅健太郎                | TAMAYA       | 1992年1月30日（33歳）  | 187  | 日本       | S   | 2014-2016年 2017年- | 堺                          |            |
| 4                                                                                 | 山田要平                  | YAMADA       | 1988年10月9日（36歳）  | 185  | 日本       | S   | 2015年-             | 大分三好                    |            |
| 5                                                                                 | 谷口渉                    | TANIGUCHI    | 1996年11月5日（28歳）  | 175  | 日本       | OH  | 2019年-             | 中央大学                    |            |
| 6                                                                                 | 近江芳樹                  | OHMI         | 1997年4月16日（28歳）  | 190  | 日本       | OH  | 2016年-             | 駿台学園高校                |            |
| 8                                                                                 | 栗山英之                  | KURIYAMA     | 1993年7月15日（32歳）  | 190  | 日本       | MB  | 2016年-             | 東海大学                    | 主将       |
| 10                                                                                | 古賀太一郎                | KOGA         | 1989年10月4日（35歳）  | 170  | 日本       | L   | 2020年-             | ヴァルタ・ザビエルチェ (pl) | コーチ兼任 |
| 11                                                                                | 山田大悟                  | DAIGO        | 1998年4月11日（27歳）  | 191  | 日本       | MB  | 2021年-             | 駒澤大学                    | 新人       |
| 12                                                                                | 小田嶋大貴                | ODASHIMA     | 1991年7月22日（34歳）  | 191  | 日本       | MB  | 2014年-             | 駒澤大学                    |            |
| 13                                                                                | 柳町逸太                  | YANAGIMACHI  | 1996年6月17日（29歳）  | 184  | 日本       | OP  | 2019年-             | 東海大学札幌校舎            |            |
| 14                                                                                | 長友優磨                  | NAGATOMO     | 1991年12月22日（33歳） | 180  | 日本       | OH  | 2015年-             | 専修大学                    | 副主将     |
| 15                                                                                | マーク・エスペホ          | ESPEJO       | 1997年3月1日（28歳）   | 191  | フィリピン | OH  | 2021年-             | Bani Jamra                  | 移籍加入   |
| 16                                                                                | 手原紳                    | SHIN         | 1993年4月14日（32歳）  | 180  | 日本       | S   | 2016年-             | 龍谷大学                    |            |
| 18                                                                                | 武藤鉄也                  | MUTO         | 1997年11月5日（27歳）  | 190  | 日本       | MB  | 2020年-             | 早稲田大学                  |            |
| 19                                                                                | 佐藤望実                  | SATO         | 1994年9月14日（30歳）  | 184  | 日本       | OH  | 2017年-             | 中央学院大学                |            |
| 21                                                                                | 平田亮介                  | HIRATA       | 1995年5月18日（30歳）  | 187  | 日本       | MB  | 2018年-             | 中央大学                    |            |
| 22                                                                                | 宮原和輝                  | MIYAHARA     | 1995年6月28日（30歳）  | 183  | 日本       | OH  | 2018年-             | 東海大学                    |            |
| 26                                                                                | 黒田彪斗                  | KURODA       | 1996年1月30日（29歳）  | 183  | 日本       | OH  | 2018年-             | 慶應義塾大学                |            |
| 出典：チーム新体制リリース チーム公式サイト Vリーグ公式サイト 更新：2022年4月28日 |                           |              |                        |      |            |     |                     |                             |            |

### スタッフ
| 役職                                                                              | 名前         | 備考             |
| --------------------------------------------------------------------------------- | ------------ | ---------------- |
| 部長                                                                              | 鈴木尚文     |                  |
| 副部長                                                                            | 原文比古     |                  |
| 副部長                                                                            | 谷口元       |                  |
| 副部長                                                                            | 金澤正明     |                  |
| 副部長                                                                            | 柳井功       |                  |
| 総監督                                                                            | 吉田清司     |                  |
| 監督                                                                              | 真保綱一郎   |                  |
| コーチ                                                                            | 橘裕也       |                  |
| コーチ兼選手                                                                      | 古賀太一郎   |                  |
| アナリスト                                                                        | 草柳和希     |                  |
| ドクター                                                                          | 荻内隆司     | 川口工業総合病院 |
| アスレティックトレーナー                                                          | 八亀康次     |                  |
| メディカルトレーナー                                                              | 堀内壮春     |                  |
| マネジメントスタッフ                                                              | 九冨洋平     |                  |
| マネジメントスタッフ                                                              | 大塚強       |                  |
| マネジメントスタッフ                                                              | 塚田正喜     |                  |
| マネジメントスタッフ                                                              | 齊藤福富美   |                  |
| マネジメントスタッフ                                                              | 佐藤道子     |                  |
| 広報                                                                              | 小林恭子     |                  |
| 通訳                                                                              | 山崎ルシアノ |                  |
| サポートスタッフ                                                                  | 市川静香     |                  |
| 普及スタッフ                                                                      | 竹内香奈子   |                  |
| 普及スタッフ                                                                      | 中山荘子     |                  |
| 出典：チーム新体制リリース チーム公式サイト Vリーグ公式サイト 更新：2021年6月19日 |              |                  |

## 在籍していた主な選手
- 伊東克明
- 大庭健裕
- 鎌田智勝
- 三上圭治郎
- 加賀龍哉
- 福田誉
- 前田和樹
- 阿部篤史
- 橋場正裕
- 山岡祐也
- 橘裕也（現コーチ）
- 山本智大
- 手塚大
- 迫田郭志
- ミロスラフ・グラディナロフ
- ゾボレビー・ガブリエル
- ミラン・ペピチ

## 関連事項
- FC東京バレーボールチームの歴代選手・スタッフ一覧
- 東京ガス
- FC東京 (サッカー)